# محمد محمد داود
مُحمَّد مُحمَّد إمام داود (1 يونيو 1956 -) هو كاتب وداعية إسلامي مصري.

## حياته ونشأته
حاصل على درجة الدكتوراه بتقدير ممتاز مع مرتبة الشرف من كلية دار العلوم ـ جامعة القاهرة.
وُلد في قرية سقارة، وهي إحدى القرى التابعة لمركز البدرشين في محافظة الجيزة.
التحق بكلية الآداب ـ جامعة القاهرة، وتخرج فيها، ثم حصل على الدكتوراه من كلية دار العلوم ـ جامعة القاهرة عام 1997م بتقدير ممتاز مع مرتبة الشرف.

## مسيرته
- أستاذ علم اللغة بكلية الآداب، جامعة قناة السويس.
- مؤسس مكتبة العلماء لطلبة الدراسات العليا والجامعة (خدمة مجانية) ويشرف عليها.
- خبير بمجمع اللغة العربية بالقاهرة (لجنة الألفاظ والأساليب).
- فاز بجائزة مجمع اللغة العربية «القاهرة» في تحقيق التراث عام 2004 م.
- رئيس تحرير موسوعة: بيان الإسلام الرد على الافتراءات والشبهات.
- المشرف العام على موقع بيان الإسلام الرد على الافتراءات والشبهات.
- التحق بجامعة UCR؛ لدراسة علم اللغة الحديث ومناهج التفكير في العلوم الإنسانية 1994/1995م.

## المـؤلفـات
له العديد من المؤلفات الهامة في مجالات متعددة، ومنها: 

### في مجال الدراسات اللغوية
- القرآن الكريم وتفاعل المعانى (جزءان)، نشر دار غريب.
- معجم الفروق الدلالية بين كلمات القرآن، نشر دار غريب.
- كمال اللغة القرآنية بين حقائق الإعجاز وأوهام الخصوم، نشر دار المنار.
- كلمات القرآن عبر الزمن (لماذا كتب لها الخلود؟), نشر دار الهلال.
- الإعجاز البياني في القرآن الكريم في ضوء علم اللغة الحديث، نشر دار الهلال.
- الدلالة والحركة في العربية المعاصرة، نشر دار غريب.
- الدلالة والكلام في العربية المعاصرة، نشر دار غريب.
- العربية وعلم اللغة الحديث، نشر دار غريب.
- الصوائت والمعنى في العربية، نشر دار غريب.
- اللغة والسياسة في عالم ما بعد 11 سبتمبر، نشر دار غريب.
- حرب الكلمات في الغزو الأمريكي للعراق، نشر دار غريب.
- دموع الشوباشي بين يدي سيبويه، نشر دار غريب.
- اللغة وكرة القدم، نشر دار غريب.
- لغويات محدثة، نشر دار غريب.
- جسد الإنسان والتعبيرات اللغوية، نشر دار غريب.
- معجم التعبير الاصطلاحي في العربية المعاصرة، نشر دار غريب.
- معجم ألفاظ الكلام في العامية المعاصرة، نشر دار غريب.
- المعجم الوسيط واستدراكات المستشرقين، نشر دار غريب.
- جدلية اللغة والفكر، نشر دار غريب.
- اللغة في محراب القدس (شريك المقاومة وسجل الحقائق), نشر دار الهلال.
- اللغة والقوة، نشر دار نهضة مصر.
- اللغة كيف تحيا؟ ومتى تموت؟ , نشر دار نهضة مصر.

### في مجال تحقيق التراث
- كشف المعاني في متشابه المثاني، لابن جماعة، نشر دار المنار.
- شرح كافية ابن الحاجب، لابن جماعة، نشر دار المنار.
- مشتبهات القرآن الكريم، للكسائي، نشر دار المنار.
- معجم الألفاظ القرآنية، للقليبي، نشر دار الآداب.
- المختار من مدائح المختار – صلى الله عليه وسلم - للشاعر الشهيد يحيى الصرصري، نشر دار المنار.

```
(هذا الكتاب فاز بجائزة مجمع اللغة العربية عن تحقيق التراث لسنة 2004)
```

- مختصر المنهل العذب المورود شرح سنن الإمام أبي داود (11 مجلد) (للإمام محمود خطاب السبكي)، نشر دار المنار.
- تحية الوداع للأديب كامل كيلاني، نشر دار المنار.
- الدين الخالص (10 مجلد) (للإمام محمود خطاب السبكي)، نشر دار المنار.

### في مجال الدعوة الإسلامية
- لماذا أنا إرهابي؟! ولماذا أنت كافر؟!
- عزيزي الملحد (أسئلة الملحدين أمام العقل والعلم), نشر دار نهضة مصر.
- مواقف وعبر (5ج×1مج)، نشر دار المنار.
- الملاذ الآمن، نشر دار المنار.
- آلام أمة بين القدس وغدر اليهود، نشر دار المنار.
- موعظة البقاع الشريفة بمكة والمدينة، نشر دار المنار.
- القرآن وصحوة العقل، نشر دار المنار.
- من أدب الدعوة، نشر دار المنار.
- الإسلام والزمن المقبل، نشر دار المنار.
- شـفــاء، نشر دار المنار.

### موسوعات بالاشتراك
- موسوعة بيان الإسلام - الرد على الافتراءات والشبهات، نشر دار نهضة مصر.
- المعجم الموسوعي للتعبير الاصطلاحي في اللغة العربية، نشر دار نهضة مصر.

## النشاط الإعلامي

### الإذاعة
إذاعة القرآن الكريم:
- برنامج: بلســان عربي مبـين.
- برنامج: المستغفرون بالأسحار.
- برنامج: مواقف إسلامية.
- برنامج: الأمة الوسط. تقدمة التلاوة.
- برنامج: منبر الفكر.

### الفضائيات والتليفزيون
- برنامج: لغة الجمال بقناة الناس الفضائية.
- برنامج: أجوبة الإيمان بقناة الرحمة الفضائية.
- برنامج: مع الله بقناة النجاح الفضائية.
- برنامج: اللغة والحياة بقناة النجاح الفضائية.
- برنامج: يسر لا عسر بقناة الثقافية الفضائية.
- برنامج: المرأة ومواقف إيمانية بقناة الأسرة والطفل.
- برنامج: عظماء الإسلام بالقناة الثالثة.
- برنامج: العلم والفضيلة بالقناة الثالثة.
- برنامج: المنتدى بالقناة الثقافية.
- برنامج: المكتبة الإسلامية بالقناة الثانية.

### أنشطته في تنمية المجتمع
- أسس معهد معلمي القرآن الكريم، ويشرف عليه، ويدرس به.
- اشتغل بالدعوة في المراكز الإسلامية بأمريكا (ولاية كاليفورنيا).
- حاصل على وسام من وزير التربية والتعليم بصفته أحد رجال التعليم البارزين في مصر .
- شارك في دورات تدريبية للدعاة وأئمة الأوقاف 2007 م.
- أنشأ ويرأس جمعية المعرفة بالمركز الإسلامي بالعمرانية والمشهرة برقم 2126 لسنة 2004 ومن نشاطها: تأليف الموسوعات، وصناعة المعاجم، وتحقيق التراث، وتخطيط المناهج الدراسية، والبرمجة ونظم المعلومات، والتبادل الثقافي مع المراكز العالمية.
- المشرف العام على مسابقة القرآن الكريم «الكنز الأعظم» بالمركز الإسلامي بالعمرانية، ومسابقة «القيم الحضارية في القرآن والسنة» بالمركز الإسلامي بالعمرانية .

## وصلات خارجية
موقعه الرسمي الشخصي